# Szereg Laurenta

Obszar zbieżności szeregu Laurenta

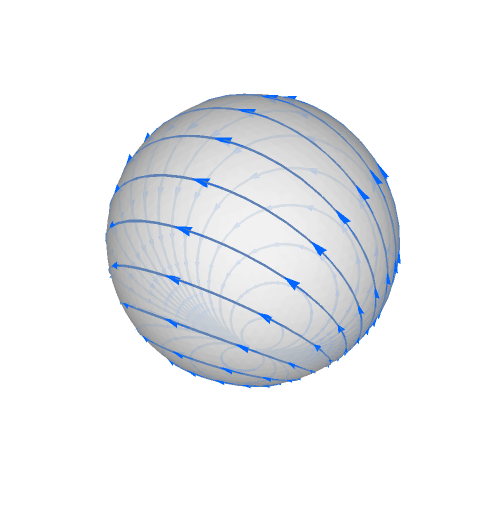
piłka 50π

Szereg Laurenta funkcji zespolonej {\displaystyle f(z)} to reprezentacja tej funkcji w postaci szeregu potęgowego, w którym występują również składniki o wykładniku ujemnym. Rozwinięcia tego używa się, gdy funkcji nie można rozwinąć w szereg Taylora. Nazwa szeregu pochodzi od nazwiska Pierre Alphonse Laurenta, który opublikował go w 1843 roku.

## Definicje
Jeżeli funkcję {\displaystyle f(z)} możemy zapisać jako sumę funkcji {\displaystyle \phi (z)} oraz {\displaystyle \psi (z),} takich że można je rozwinąć w zbieżne szeregi na pewnym obszarze D:
{\displaystyle \phi (z)=\sum _{n=0}^{\infty }a_{n}(z-c)^{n}} (część regularna)
{\displaystyle \psi (z)=\sum _{n=1}^{\infty }a_{-n}(z-c)^{-n}} (część osobliwa)
gdzie c - dowolnie wybrana, stała liczba zespolona, zwana środkiem szeregu, to funkcję {\displaystyle f(z)} przedstawiamy w postaci:
{\displaystyle f(z)=\sum _{n=-\infty }^{\infty }a_{n}(z-c)^{n}.}
Reprezentację taką nazywamy szeregiem Laurenta funkcji {\displaystyle f(z)=\phi (z)+\psi (z).}
Część regularna jest zbieżna w kole {\displaystyle |z-c|<R,} a część osobliwa na zewnątrz koła {\displaystyle |z-c|\leqslant r} gdzie
{\displaystyle {\frac {1}{R}}=\limsup _{n\rightarrow \infty }|a_{n}|^{\frac {1}{n}},}
{\displaystyle r=\limsup _{n\rightarrow \infty }|a_{-n}|^{\frac {1}{n}}.}
Szereg Laurenta jest zbieżny w pierścieniu {\displaystyle r<|z-c|<R.}

## Rozwijanie funkcji wszereg Laurenta

### Twierdzenie
Jeśli funkcja {\displaystyle f(z)} jest analityczna w tym pierścieniu, to daje się przedstawić w postaci szeregu Laurenta a współczynniki
{\displaystyle a_{n}} wyrażają się, za pomocą całki krzywoliniowej wzorem:
{\displaystyle a_{n}={\frac {1}{2\pi i}}\oint \limits _{\gamma }{\frac {f(z)\,dz}{(z-c)^{n+1}}}.}
gdzie {\displaystyle \gamma } jest dowolną krzywą zamkniętą położoną w obszarze zbieżności i zorientowaną dodatnio względem swego wnętrza (obiegającą punkt {\displaystyle c} jednokrotnie w kierunku przeciwnym do ruchu wskazówek zegara).

### Przykład
{\displaystyle f(z)=z^{2}e^{\frac {1}{z}},\;c=0}
Korzystamy z rozwinięcia w szereg funkcji eksponencjalnej:
{\displaystyle e^{w}=\sum _{n=0}^{\infty }{\frac {w^{n}}{n!}},\;w\in \mathbb {C} }
{\displaystyle z^{2}e^{\frac {1}{z}}=z^{2}(1+{\frac {1}{z}}+{\frac {1}{2!z^{2}}}+{\frac {1}{3!z^{3}}}+\ldots )=}
{\displaystyle =z^{2}+z+{\frac {1}{2!}}+{\frac {1}{3!z}}+\ldots +{\frac {1}{(n+2)!z^{n}}}+\ldots ,\quad z\in \mathbb {C} \backslash \{0\}.}
Pierwsze trzy składniki stanowią część regularną szeregu, kolejne składają się na część osobliwą.